# Médière
Médière é uma comuna francesa na região administrativa de Borgonha-Franco-Condado, no departamento de Doubs. Estende-se por uma área de 5,73 km². Em 2010 a comuna tinha 292 habitantes (densidade: 51 hab./km²).